# Rhaponticum
Rhaponticum és un gènere de plantes dins la família de les asteràcies. Les espècies de Rhaponticum són plantes perennes herbàcies amb tiges simples o rarament embrancades. Les seves fulles són de simples a pinnatifides. La inflorescència es troba a l'àpex de la tija. Els fruits són aquenis amb papus pilós.
La seva distribució va de la península Ibèrica als Alps i la Regió mediterrània (incloent el Nord d'Àfrica i el mitjà Orient), Europa Oriental, Caucas i les Muntanyes Altai fins a Àsia central, i una espècie és planta nativa d'Austràlia.

## Taxonomia
Vegeu Rhaponticum al  National Center for Biotechnology Information (anglès)
- Rhaponticum acaule (L.) DC.
- Rhaponticum aulieatense Iljin
- Rhaponticum australe (Gaudich.)
- Rhaponticum berardioides (Batt.)
- Rhaponticum canariense DC.
- Rhaponticum carthamoides (Willd.)
- Rhaponticum coniferum (L.) Greuter sinònim: Leuzea coniferum
- Rhaponticum cossonianum (Ball) Greuter
- Rhaponticum cynaroides Less.
- Rhaponticum exaltatum (Willk.) Greuter
- Rhaponticum fontqueri (Sauvage) Hidalgo
- Rhaponticoides hajastana (Tzvelev) M.V.Agab. & Greuter
- Rhaponticum heleniifolium Godr. & Gren.
- Rhaponticoides iconiensis (Hub.-Mor.) M.V.Agab. & Greuter
- Rhaponticum insigne (Boiss.) Wagenitz
- Rhaponticum integrifolium C.Winkl.
- Rhapontikum karatavicum Iljin
- Rhaponticum longifolium (Hoffmanns. & Link) Dittrich
- Rhaponticum lyratum C.Winkl. ex Iljin
- Rhaponticum namanganicum Iljin
- Rhaponticum nanum Lipsky:
- Rhaponticum nitidum Fisch.
- Rhaponticum pulchrum Fisch. & C.A.Meyer,
- Rhaponticum repens  (L.) Hidalgo
- Rhaponticum scariosum Lam.
- Rhaponticum serratuloides (Georgi) Bobrov
- Rhaponticum uniflorum (L.) DC.